# 首都地区 (ベネズエラ)
首都地区（しゅとちく、スペイン語でDistrito Capital）は、ベネズエラの首都カラカスにある地域区分で、州と並ぶ階層に特別に置かれている。首都地区を管轄する自治体はおかれていない。首都地区にはリベルタドル市1市が属する。面積は433平方キロメートル、人口は208万9000人（2019年推定）。

## 歴史
首都地区は、2000年にそれまでの連邦地区の地域を継承して生まれた。連邦地区は1地区1市の地域にそれぞれ政府が存在する変則的状態にあった。が、このときの改革でカラカス大都市地区が設けられて連邦地区の組織と財産を受け継ぎ、管轄地域を広げて首都地区のほかにミランダ州の4市まで統治することになった。結果として首都地区そのものを管轄する自治体はなくなった。

## 隣接州
- バルガス州
- ミランダ州